# Makguksu
I makguksu (막국수?, makkuksuMR) sono un piatto della cucina coreana a base di noodle di grano saraceno serviti in un brodo freddo di kimchi, conditi con diversi ingredienti come zucchero, senape, olio di semi di sesamo o aceto, e guarniti con delle verdure. Sono una specialità tipica della provincia del Gangwon.

## Preparazione
I makguksu si distinguono dai memil guksu per la grana più grossa della farina, spesso non raffinata. La preparazione inizia dai noodle, il cui impasto di farina di grano saraceno e acqua calda viene estruso con una macchina per la pasta; vengono poi bolliti, sciacquati in acqua fredda per 3-4 volte e versati in una ciotola: si aggiungono quindi il brodo freddo e le guarnizioni, composte da kimchi a fette, cetriolo salato, sale al sesamo e peperoncino in polvere. I tipi di kimchi più usati sono dongchimi, nabak kimchi e kimchi di cavolo.

## Varianti
Esistono numerose varianti di makguksu in base agli ingredienti incorporati nel piatto, che includono petto di pollo, carote, peperoni rossi, cavolo, cetrioli, indivia, lattuga, peperoncini, cipolle, gochujang, salsa di soia, manzo, maiale, gamja-jeon e bindae-tteok.
I jaengban guksu sono una variante di makguksu servita su un vassoio per poter essere consumata da più commensali contemporaneamente.

## Storia
I makguksu sono un piatto tipicamente estivo preparato dai tempi della dinastia Goryeo. Il nome è però apparso per la prima volta nel numero del Chosun Ilbo pubblicato il 28 agosto 1924, in un articolo intitolato "Povertà e vita a Pyongyang", dove veniva usato come sinonimo di naengmyeon, e il prefisso "mak" dinanzi a "guksu" aveva il significato di "preparato di fretta", essendo identificato come un piatto povero. Nella provincia del Gangwon, invece, "mak" assunse una diversa accezione, quella di "appena fatto". Makguksu entrò nell'uso comune in Corea del Sud negli anni Settanta, quando il piatto divenne protagonista delle serate dorori organizzate dai contadini dopo il debbio, che si ritrovavano un paio di volte al mese in inverno per preparare insieme i noodle di grano saraceno.